# China op de Olympische Zomerspelen 1952
China nam deel aan de Olympische Zomerspelen 1952 in Helsinki, Finland. Het was de eerste deelname van de Volksrepubliek China. In 1951 stuurde het Finse organisatiecomité de uitnodiging aan het Chinees Olympisch Comité maar van dit comité waren als gevolg van de Chinese Burgeroorlog 19 van de 25 leden uitgeweken naar Taiwan waar de Republiek China nog het gezag uitoefende. De overige leden bleven op het Chinese vasteland waar inmiddels de Volksrepubliek China gezag voerde. Beide landen accepteerden de uitnodiging. Kort voor de Spelen besloot het IOC beide landen toe te laten, maar hierop weigerde de Republiek China deel te nemen en trok zich drie dagen voor de start van de Spelen terug. Het besluit tot toelating tot de Spelen en de erkenning van het olympisch comité van de volksrepubliek bereikten de volksrepubliek pas twee dagen voor de opening van de Spelen. Hierop werd direct een delegatie naar Finland gestuurd, maar die arriveerde pas op 29 juli in Helsinki, 10 dagen na de opening. Voor het voetbalteam en -basketbalteam was dit te laat om deel te kunnen nemen, maar zwemmer Wu Chuanyu kon nog deelnemen aan de 100 meter rugslag. Hiermee werd hij de eerste olympisch deelnemer van de volksrepubliek.

## Deelnemers en resultaten

### Zwemmen
| Olympiër   | Onderdeel        | Resultaat | Prestatie              |
| ---------- | ---------------- | --------- | ---------------------- |
| Wu Chuanyu | 100m rugslag (m) | 28e       | serie 5: 5de in 1.13,2 |

Argentinië · Australië · Bahama's · België · Bermuda · Birma · Brazilië · Brits-Guiana · Bulgarije · Canada · Ceylon · Chili · China · Cuba · Denemarken · Duitsland · Egypte · Filipijnen · Finland · Frankrijk · Goudkust · Griekenland · Groot-Brittannië · Guatemala · Hongarije · Hongkong · Ierland · IJsland · India · Indonesië · Iran · Israël · Italië · Jamaica · Japan · Joegoslavië · Libanon · Liechtenstein · Luxemburg · Mexico · Monaco · Nederland · Nederlandse Antillen · Nieuw-Zeeland · Nigeria · Noorwegen · Oostenrijk · Pakistan · Panama · Polen · Portugal · Puerto Rico · Roemenië · Saarland · Singapore ·  Sovjet-Unie · Spanje · Thailand · Trinidad en Tobago · Tsjecho-Slowakije · Turkije · Uruguay · Venezuela · Verenigde Staten · Vietnam · Zuid-Afrika · Zuid-Korea · Zweden · Zwitserland